# The Cosmos Rocks
Albums de Queen
Queen Rock Montreal
(2007) Absolute Greatest
(2009)
Singles
1. Say It's Not True
Sortie : 31 décembre 2007
2. C-lebrity
Sortie : 8 septembre 2008

The Cosmos Rocks est le premier album studio du groupe Queen + Paul Rodgers et le premier travail original des membres restants de Queen depuis le décès de Freddie Mercury et la retraite de John Deacon. Toutes les chansons sont coécrites par les trois membres du groupe (Paul Rodgers, Brian May et Roger Taylor) et chantées par Paul Rodgers, sauf Say It's Not True, écrite par Roger Taylor et chantée en trio. Une édition spéciale de l'album contient en bonus un DVD live enregistré au Japon. La version de l'album téléchargeable sur iTunes contient en bonus une reprise de Runaway de Del Shannon.
L'album est un véritable échec commercial et critique à sa sortie, il est rejeté par le public qui ne le considère pas comme un véritable album de Queen depuis la mort de Freddie Mercury et le départ du bassiste John Deacon dans les années 1990.

## Liste des titres
| No  | Titre                      | Auteur       | Durée |
| --- | -------------------------- | ------------ | ----- |
| 1.  | Cosmos Rockin'             | Roger Taylor | 4:10  |
| 2.  | Time to Shine              | Paul Rodgers | 4:23  |
| 3.  | Still Burnin'              | Brian May    | 4:04  |
| 4.  | Small                      | Taylor       | 4:39  |
| 5.  | Warboys                    | Rodgers      | 3:18  |
| 6.  | We Believe                 | May          | 6:08  |
| 7.  | Call Me                    | Rodgers      | 2:59  |
| 8.  | Voodoo                     | Rodgers      | 4:27  |
| 9.  | Some Things That Glitter   | May          | 4:03  |
| 10. | C-lebrity                  | Taylor       | 3:38  |
| 11. | Through the Night          | Rodgers      | 4:54  |
| 12. | Say It's Not True          | Taylor       | 4:00  |
| 13. | Surf's Up... School's Out! | Taylor       | 5:38  |
| 14. | Small Reprise              | Taylor       | 2:05  |

| 15. | Runaway | Del Shannon, Max Crook | 5:28 |

| 15. | Fire and Water (live au Japon) | Rodgers, Andy Fraser | 2:51 |

Notes
- Still Burnin’ contient un sample de We Will Rock You
- Say It's Not True est interprété par Roger Taylor, Brian May & Paul Rodgers

### DVD bonusSuper Live In Japan
1. Reaching Out
2. Tie Your Mother Down (May)
3. Fat Bottomed Girls (May)
4. Another One Bites The Dust (Deacon)
5. Fire and Water (Rodgers)
6. Crazy Little Thing Called Love (Mercury)
7. Teo Torriatte (Let Us Cling Together) (May)
8. These Are the Days of Our Lives (Taylor)
9. Radio Ga Ga (Taylor)
10. Can't Get Enough (Rodgers)
11. I Was Born to Love You (Mercury)
12. All Right Now (Rodgers, Andy Fraser)
13. We Will Rock You (May)
14. We Are the Champions (Mercury)
15. God Save The Queen

### Classements et certifications
| Pays                               | Meilleure position |
| ---------------------------------- | ------------------ |
| Allemagne (Media Control AG)       | 4                  |
| Australie (ARIA)                   | 49                 |
| Autriche (Ö3 Austria Top 40)       | 11                 |
| Belgique (Flandre Ultratop)        | 18                 |
| Belgique (Wallonie Ultratop)       | 16                 |
| Danemark (Tracklisten)             | 24                 |
| Espagne (Promusicae)               | 20                 |
| États-Unis (Billboard 200)         | 47                 |
| Finlande (Suomen virallinen lista) | 15                 |
| France (SNEP)                      | 28                 |
| Italie (FIMI)                      | 6                  |
| Norvège (VG-lista)                 | 31                 |
| Pays-Bas (Mega Album Top 100)      | 8                  |
| Portugal (AFP)                     | 25                 |
| Royaume-Uni (UK Albums Chart)      | 5                  |
| Suède (Sverigetopplistan)          | 24                 |
| Suisse (Schweizer Hitparade)       | 5                  |

| Pays              | Ventes   | Certifications |
| ----------------- | -------- | -------------- |
| Royaume-Uni (BPI) | 60 000 + | Argent         |

## Crédits
- Paul Rodgers : chant, chœurs, basse
- Brian May : guitare, chant, chœurs, claviers, basse
- Roger Taylor : batterie, chant, chœurs, claviers
- Taylor Hawkins : chœurs sur C-lebrity